# Subdivisões da Serra Leoa

Províncias da Serra Leoa

Distritos da Serra Leoa

A Serra Leoa está dividida em 4 províncias e 1 Área Ocidental:
- Província do Leste (Eastern)
- Província do Norte (Nothern)
- Província do Sul (Southern)
- Província do Noroeste (North West)
- Área do Oeste (Western Area) (*)

(*) Área com status de província
As províncias da Serra Leoa estão divididas em 16 distritos:
Província do Leste (Eastern):
- Kailahun
- Kenema
- Kono

Província do Norte (Nothern):
- Bombali
- Koinadugu
- Tonkolili
- Falaba

Província do Sul (Southern):
- Bo
- Bonthe
- Moyamba
- Pujehun

Província do Noroeste (North West)
- Cambia
- Port Loko
- Karene

Área do Oeste (Western Area) (1):
- West Area Urban (2)
- West Area Rural (2)

(1) Área com status de província

(2) Áreas com status de distritos